# شادو أسولت: تنشو
شادو أسولت: تنشو  (بالإنجليزية: Shadow Assault: Tenchu)‏ ، هي لعبة فيديو من نوع أكشن وألغاز، أنتجت عام 2008 ، وتعمل بنظام إكس بوكس لايف آركيد.

## وصلة خارجية
- Official website